# デスルフロモナス属
デスルフロモナス属はグラム陰性非芽胞形成偏性嫌気性化学合成桿菌。１本の側鞭毛を持つ。デスルフロモナス科の基準属で、基準種はデスルフロモナス・アセトキシダンス。GC含量は50から63。
元素硫黄を還元して硫化水素を生産する硫黄還元菌に分類される。この還元反応を利用して有機酸を酸化してエネルギーを得る。